# 柴福林水库
柴福林水库是中国吉林省长春市九台市境内的一座水库，位于沐石河支流八家子河上，建于1962年。水库正常库容为661万立方米，集雨面积为56平方千米，海拔为211.55米。